# Sasdriwka
Sasdriwka (ukrainisch Заздрівка; russisch Заздровка/Sasdrowka, deutsch früher Neudorf) ist ein Dorf im Rajon Schytomyr in der ukrainischen Oblast Schytomyr mit etwa 80 Einwohnern (2004).

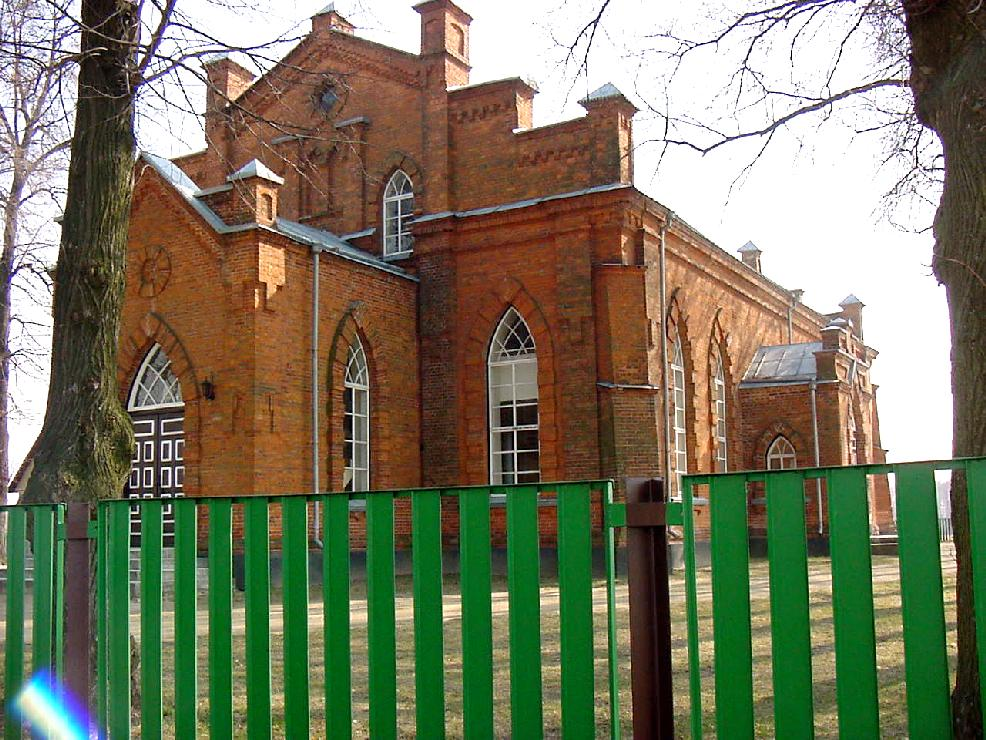
Baptistenkirche im Ort

Der Ort liegt etwa 50 km nordwestlich von Schytomyr sowie 13 km westlich vom ehemaligen Rajonszentrum Choroschiw und bildete bis 2016 zusammen mit den Dörfern Dworyschtsche (Дворище) und Solodyri (Солодирі) die Landratsgemeinde Dworyschtsche.

## Geschichte
Bis 1943/1948 hieß der Ort Neudorf. Im Ort existiert noch heute eine ehemals bedeutsame deutsche Baptisten-Kirche, die in der Zeit von 1907 bis in die 1930er Jahre und in der Zeit von 1941 bis 1943 von diesen genutzt wurde.
Am 3. August 2016 wurde das Dorf ein Teil der neugegründeten Siedlungsgemeinde Choroschiw, bis dahin war es ein Teil der Siedlungsratsgemeinde Dworyschtsche im Südwesten des Rajons Choroschiw.
Am 17. Juli 2020 kam es im Zuge einer großen Rajonsreform zum Anschluss des Rajonsgebietes an den Rajon Schytomyr.